# 封釘
封釘是中國喪葬習俗將棺木時的儀式。

## 過
通常等瞻仰遺容後行之，面向柩前而口誦曰：「雙膝跪落時，黃金舖滿地，四時無災殃，萬年大吉利」等語，再進行封棺。